# Лундблад, Янне
Янне Лундблад (швед. Janne Lundblad; 11 апреля 1887, Линчёпинг, Эстергётланд — 24 ноября 1940, Стокгольм) — шведский конник. Олимпийский чемпион 1920 года, серебряный призёр летних Олимпийских игр 1928 года.

## Биография
Янне Лундблад родился 11 апреля 1877 года в шведском городе Линчёпинг.
Был военным шведской армии. В начале карьеры служил в Смоландском гусарском полку. В 1902 году стал лейтенантом Королевских Гёталандских сил тылового обеспечения. Впоследствии получил звание капитана, был награждён орденом Меча и бельгийским Армейским крестом.
Впоследствии стал инструктором по верховой езде в Стокгольме и Осло.
Представлял в соревнованиях по конному спорту клубы А2 из Гётеборга и Т2 из Шёвде.
В 1920 году вошёл в состав сборной Швеции на летних Олимпийских играх в Антверпене. Выступая на лошади Уно, в индивидуальном турнире по выездке завоевал золотую медаль, набрав 27,9375 очка.
В 1928 году вошёл в состав сборной Швеции на летних Олимпийских играх в Амстердаме. Выступая на лошади Блэкмар, в индивидуальном турнире по выездке занял 4-е место, набрав 226,70 очка и уступив 10,72 балла завоевавшему золото Карлу фон Лангену из Германии. В командном зачёте в составе сборной Швеции вместе с Рангаром Олсоном и Карлом Бонде завоевал серебряную медаль, набрав 650,86 очка и уступив 18,86 очка команде Германии.
Умер 24 ноября 1940 года в Стокгольме.